# 恐怖新聞II
『恐怖新聞II』（きょうふしんぶんツー）は、つのだじろうによる日本の漫画作品。『恐怖新聞』の続編にあたる。『サスペリア』（秋田書店）にて1990年より1993年まで連載された。単行本は全6巻。前半は恐怖新聞に翻弄される本堂幽子の物語だが、後半（雑誌掲載時のみ「真・恐怖新聞」のタイトルとなる）では九重みやびと悪の霊団の戦いが描かれる。

## ストーリー
『恐怖新聞』の物語から10年。今度は本堂幽子に「恐怖新聞」が届けられる。幽子は謎の少年・田垣と共に対抗しようと試みるが、力及ばず二人とも命を落としてしまう。恐怖は終わらないのか。今宵も誰かのもとに「恐怖新聞」が届けられる。だが、霊界から遣わされた九重みやびが悪の霊団に挑む。

## 登場人物
本堂幽子（ほんどう ゆうこ）
主人公。平凡な少女だったが「恐怖新聞」にとり憑かれ、不幸と恐怖のどん底に突き落とされる。悪霊の手により、両親を殺されてしまってからは一人暮らし。物語半ばで死亡後、その魂は田垣(鬼形)と合体、九重みやびとなった。
田垣史人（たがき ふみと）＝【鬼形礼】（きがた れい）
幽子のクラスメイト。容姿は前作の主人公、鬼形礼に瓜二つ。少し顔つきが細くなった。事故で両親共々重傷を負って死亡したが、そこに鬼形礼の魂が宿り生き返った。幽子とは口や表情には出していないものの、相思相愛だと思われる。幽子を守り死亡するが、後に霊的に結婚することで合体霊魂・九重みやびとして現世に帰ってくる。たがきという文字は逆から読むと、きがたになる。
九重みやび（ここのえ みやび）
幽子と鬼形の魂が一つとなった合体霊魂。非常に高い霊力を持ち、「恐怖新聞」に立ち向かう。半人半霊のような存在で、少年、少女、幼子などどんな姿にもなれる。悪の霊団の本拠地を殲滅後、すべての霊能力を使い果たし「鬼形礼」「本堂幽子」「九重みやび」の三人として転生した。
御前零士（ごぜん れいじ）
3年なので幽子達の先輩。悪霊に脅され不幸な目にあい、中盤から何故か登場しなくなった。
南郷史絵
霊能力者。
鳥居ほたる
恐怖新聞の被害者。
大槻鈴枝
恐怖新聞の被害者。

## 用語
恐怖新聞
1回読むたびに100日寿命が縮む新聞。
驚喜新聞
幽霊用の恐怖新聞。
合体霊魂
同種の魂が霊魂が結婚してひとつになった霊体。

## 既刊一覧
1. ISBN 978-4253054195
2. ISBN 978-4253054201
3. ISBN 978-4253054218
4. ISBN 978-4253054225
5. ISBN 978-4253054232
6. ISBN 978-4253054249